# نادي أسوان
نادي أسوان الرياضي هو نادي رياضي مصري يقع في محافظة أسوان بمدينة أسوان في أقصى صعيد مصر. تأسس عام 1930. ويلعب في الدوري المصري الممتاز.

## الموقع
يقع نادي أسوان بمنطقة أطلس أرقى أحياء مدينة أسوان، ولهذا الموقع أهميته الخاصة لما يتفرد به من مناظر خلابة وإطلالته على النيل العظيم، يطلق عليه البعض لقب «الأزرق» هو أحد أعرق وأشهر الأندية الرياضية بصعيد مصر والأكثر صعوداً للدوري الممتاز، ويرجع تاريخ تأسيسه إلى عام 1930 ترأسه العديد من أصحاب الشهرة والسمعة الطيبة ويطلق عليه البعض بأنه نادي «الباشاوات».

## رؤساء النادي
39 رئيسا لنادي أسوان أولهم عطيه بك الناظر وعباس بك فريد وأحمد بك عبد القادر ومحمود بك حسين وأحمد بك سرور الشريف وسالم بك الحبشي وأحمد بك الحفناوي وإسماعيل بك الدروي وعبد الخالق بك صفوت وعبد اللطيف بك شاكر ومحمد بك أحمد وحسين بك رأفت وعبد الله الباز بك شعيب وإسماعيل بك فخري وأحمد بك عيسى وعبد العزيز بك القاضي ومحمد بك سعيد وحسين بك أمين وإسماعيل بك فهمي وعبد الحميد بك عارف وإبراهيم بك حليم ومحمد بك عمر واللواءات عبد العزيز عبد الحي وحسن خالد حمدي وعبد العزيز الأجهوري وزكريا عبد الفتاح وإسماعيل مراد والدكتور أحمد نجم الدين سري والمستشار مصطفى حمد ومحمود حلمي بيومي واللواء أبو النصر مشالي ثم المستشار مصطفى حمد لمدة 8 سنوات ثم محمد أبو النيل لمدة 4 سنوات ثم المستشار الشافعي صالح 4 سنوات والمهندس حسين الناظر 5 سنوات والعميد نادر الزيات والمستشار حسين عبده وآخرهم الدكتور حسن عبد القادر اللواء أحمد سليمان

## المشاركة بالممتاز
صعد نادي أسوان للممتاز موسم 1989–90 لأول مرة في تاريخه في عهد المستشار مصطفى حمد رئيس النادي وقتذاك حيث تعد فترة رئاسته من أفضل الفترات التي عاشها نادي أسوان حيث شهدت صعود أسوان للممتاز مواسم 1989–90، 1996–97، 2002–03، 2003–04، 2019-2020.

## أبرز المدربين
أشهر المدربين الذين تولوا تدريب فريق أسوان هم طه بصري ومشير عثمان ومحمد عامر وكمال عتمان وماهر همام ورمضان السيد وإسماعيل حفني ورأفت مكي وبدر حداد وفاروق السيد وغانم سلطان وأحمد راشد ويحيى نور ومجدي سبالك ومحمد نوري حسين ومحمود جابر ونبيل محمود وعبد الرحيم محمد وشديد قناوي وعماد النحاس.
يعد نادي أسوان النادي الوحيد في القسم الثاني الذي استعان بمدير فني أجنبي وهو البرازيلي كارلوس كاردوزو عام 2010 ومعه أيضا ثلاثة لاعبين برازيليين هم تاينا وكريستيانو ومارسيلو وقدّم موسما طيبا وظل منافسا على الصعود للممتاز حتى الأسابيع الأخيرة من المسابقة ولكن وقف الحظ حجر عثرة في طريق صعود أسوان في المباراتين الأخيرتين من عمر الدوري ثم تقدم باستقالته وحصل أسوان على المركز الرابع وقت أن كانت المجموعة الأولى تضم 16 فريقا وصعد فريق المقاصة للممتاز في هذا الموسم.

## إنجازات
- كأس مصر:
  - الوصيف (1): 1990–91

## فين شعبان قاضى ياجماعة فى الهيصة دى
لا أحد يستطيع أن يتجاهل الأجيال التي مرت على نادي أسوان من أبنائها الذين كافحوا وتعبوا وتحملوا الكثير من العقبات وتحدوا الصعاب من أجل كتابة تاريخ نادي أسوان وعلى رأسهم مجدي سبالك مهاجم أسوان المزعج والدبابة البشرية بجانب المدفعجي أحمد طرشة صاحب التسديدات القوية وأبرز هدّافي أسوان حتى الآن وسمي ب«طرشه» لقوة تسديداته التي كانت تمثل بعبعا للمدافعين وحراس المرمى ومعهم نوري محمد حسين المدافع الصلد الذي عاصر أكثر من جيل حتى اللعب بالممتاز وكان مشهودا له بالقوة واللعب برجولة داخل الملعب والطيبة وحسن الخلق خارجه وتولى تدريب نادي أسوان بالممتاز بأكثر من مرة وآخرها الموسم قبل الماضي وإسماعيل أحمد سيالة وتودي أفضل ظهير أيمن لعب لأسوان وما زال يمارس اللعب حتى الآن بالرغم من أن سنه تعدى الخمسين ومحمد حمدان وحمدي حمدان وعادل عبد الحميد وأحمد رسلان وأحمد رجب لاعب الأهلي والإسماعيلي وأسامه رجب لاعب إنبي السابق ولا ننسى في حراسة المرمى ومؤمن عبد الحميد الذي كان من أحسن حراس المرمى في الصعيد مصر وكان معروض عليه أن يلعب دوري ممتاز ولكنه رفض لحبه لنادي أسوان سيد دومه وعمر النوبي وأحمد كمال أفضل حراس مرمى في تاريخ نادي أسوان الذين دافعوا عن عرين أسوان.
ولعب بصفوف نادي أسوان أشهر اللاعبين الذين صالوا وجالوا في الملاعب المصرية على الإطلاق ومثلوا منتخب مصر في المحافل الدولية وكان لنادي أسوان الفضل في ظهورهم وانتقالهم للعب بأفضل أندية مصر كالأهلي والزمالك والإسماعيلي والترسانة وعلى رأسهم العميد أحمد حسن نجم منتخب مصر والزمالك والأهلي والإسماعيلي السابق ومعه عصام عبد الفتاح عضو اتحاد الكرة والمشرف على لجنة الحكام الرئيسية وعماد النحاس لاعب الأهلي والإسماعيلي السابق والمدير الفني للفريق حاليا وموفق الباشا وعنتر أبو العينين لاعبا الأهلي.

## تشكيلة الفريق الأول لكرة القدم
آخر تحديث 30 أكتوبر 2022
ملاحظة: تشير الأعلام إلى المنتخب بحسب قواعد الأهلية المعتمدة من قبل الفيفا؛ تنطبق بعض الاستثناءات المحدودة. وقد يحمل اللاعبون أكثر من جنسية لا تعترف بها الفيفا.
| الرقم | البلد   | المركز | اللاعب               |
| ----- | ------- | ------ | -------------------- |
| 1     | مصر     | حارس   | خالد وليد            |
| 2     | مصر     | مدافع  | أحمد بلية            |
| 3     | مصر     | مدافع  | أحمد سيد دحروج       |
| 4     | مصر     | مدافع  | أحمد فتحي كاستيلو    |
| 5     | مصر     | مدافع  | عبد الرحمن عبد النبي |
| 6     | مصر     | مدافع  | محمود نعيم           |
| 7     | الغابون | مهاجم  | ماليك إيفونا         |
| 8     | مصر     | وسط    | عبد العزيز موسى      |
| 9     | مصر     | وسط    | محمد حمدي زكي        |
| 10    | المغرب  | مهاجم  | أحمد بلحاج           |
| 11    | مصر     | مدافع  | محمد مصطفي ميدو      |
| 12    | مصر     | وسط    | محمد ناجي            |
| 13    | مصر     | حارس   | إسلام سليمان         |
| 14    | مصر     | وسط    | عماد فتحي            |
| 15    | مصر     | وسط    | مصطفى عبد الرسول     |
| 16    | مصر     | حارس   | عمرو حسام            |
| 17    | مصر     | مدافع  | الحسيني سمير         |

| الرقم | البلد   | المركز | اللاعب                |
| ----- | ------- | ------ | --------------------- |
| 18    | أنغولا  | مهاجم  | ديلسون كاموني         |
| 19    | مصر     | مدافع  | إسلام جمال            |
| 20    | مصر     | مدافع  | صابر الشيمي           |
| 21    | مصر     | وسط    | أحمد خالد             |
| 22    | مصر     | وسط    | ابراهيم عايش          |
| 23    | مصر     | وسط    | محمود صلاح عبد الناصر |
| 24    | مصر     | وسط    | أحمد حمودي            |
| 25    | مصر     | مدافع  | محمد عطوة             |
| 26    | نيجيريا | وسط    | رافاييل أياغوا        |
| 27    | مصر     | مدافع  | علي فتحي              |
| 30    | مصر     | مدافع  | إسلام صلاح            |
| 32    | مصر     | وسط    | جمال السعيد           |
| 37    | مصر     | وسط    | مصطفى محمود عناني     |
| 74    | مصر     | وسط    | عمرو رضا              |
| 88    | مصر     | حارس   | مروان ممدوح           |
| 99    | السنغال | وسط    | باي كامارا            |